# تپه ایده لی بلاغ
تپه ایده لی بلاغ مربوط به دوره اشکانیان - سده‌های اولیه و میانه دوران‌های تاریخی پس از اسلام است و در شهرستان بیله‌سوار، بخش قشلاق دشت، دهستان قشلاق شرقی، روستای زارقولی واقع شده و این اثر در تاریخ ۱۲ شهریور ۱۳۸۶ با شمارهٔ ثبت ۱۹۴۳۳ به‌عنوان یکی از آثار ملی ایران به ثبت رسیده است.